# Fasciola hepatica
Fasciola hepatica, còn được gọi là sán lá gan thường hay sán lá gan cừu, là một loài dẹp ký sinh thuộc lớp Trematoda, ngành Platyhelminthes lây nhiễm vào gan của động vật có vú khác nhau, bao gồm cả con người. Bệnh do nhiễm loài sán được gọi là bệnh sán lá gan lớn (còn được gọi là fasciolosis), một loại bệnh giun sán và từng được phân loại như là một căn bệnh nhiệt đới bị lãng quên. F. hepatica phân bố trên toàn thế giới, và gây thiệt hại kinh tế lớn ở cừu và gia súc. Nó đã được biết đến như là một ký sinh trùng quan trọng của cừu và gia súc trong hàng trăm năm. Do kích thước của loài này và tác hại quan trọng về kinh tế, loài sán này đã là chủ đề của nhiều nghiên cứu khoa học và có thể là loài được biết đến nhiều nhất trong tất cả các loài sán lá.